# モンテチッカルド
モンテチッカルド（伊: Monteciccardo）は、イタリア共和国マルケ州ペーザロ・エ・ウルビーノ県にある分離集落（フラツィオーネ）。
かつては独立した自治体（コムーネ）であったが、2020年7月1日、ペーザロへ編入され、新自治体の一部となった。

## 地理

### 位置・広がり
ペーザロから南西へ13km、ウルビーノから北東へ17kmの距離にある。

#### 隣接コムーネ
コムーネとしてのモンテチッカルドは、以下のコムーネと隣接していた。
- コッリ・アル・メタウロ
- モンバロッチョ
- モンテフェルチーノ
- モンテラッバーテ
- ペーザロ
- ウルビーノ
- ヴァッレフォリア